# Pere Cort Martí

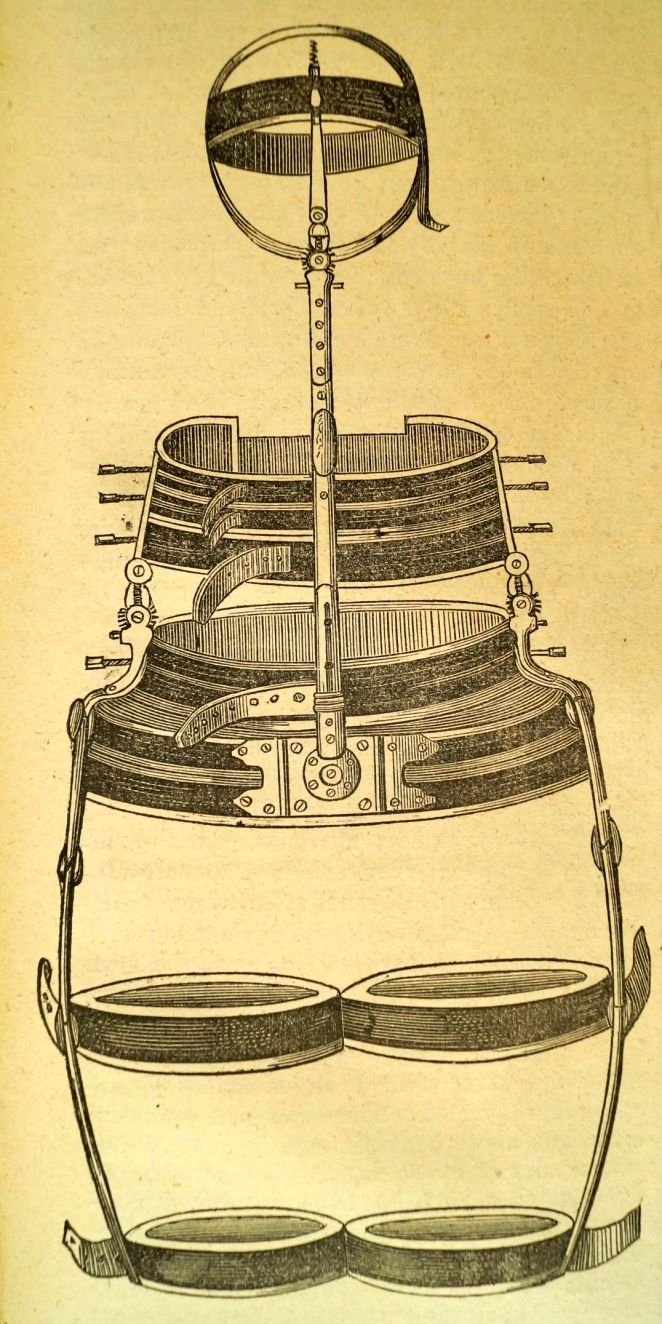
Aparell ortopèdic inventat per Pere Cort Martí que serveix per a corregir tres desviacions de la columna vertebral

Pere Cort Martí (Reus, inicis del segle xix - Madrid, finals del segle XIX) va ser un metge ortopedista català.
Educat de petit en un col·legi franciscà perquè ingressés en l'orde, abandonà els estudis per no sentir-s'hi a gust i marxà a Madrid amb dotze anys. Per l'anunci d'un diari trobà feina en una casa aristocràtica per acompanyar els fills a l'escola i donar classes de repàs de lectura i escriptura. Aquesta casa era freqüentada pel doctor Pere Castelló, metge de cambra de Ferran VII, que va veure que el noi tenia intel·ligència i se l'emportà perquè estudiés medicina. Acabà la carrera a la Universitat de Madrid i s'especialitzà a buscar la manera de solucionar els problemes físics mitjançant procediments mecànics i guanyant un alt prestigi en el camp de l'ortopèdia. Isabel II el nomenà director d'un centre ortopèdic que pensava obrir a Madrid, centre que no va arribar a fer-se realitat, però treballà a l'Hospital de Beneficència de la capital de l'estat.
Va promocionar els seus aparells a Lisboa, i a alguns països europeus com Portugal i Anglaterra. Junt amb els seus escrits, els seus avenços en ortopèdia van ser reconeguts a tot Europa.
El seu treball i les seves aportacions van ser fruit de la constància, tot i que treballava individualment, tal com feia la generació de científics espanyols, poc organitzats, però molt innovadors.
Fora del camp de l'ortopèdia va inventar altres aparells, com ara panys de seguretat de diversos estils.
Va publicar Progresos de la ortopedia española, por el profesor e inventor de la ortopedia española Don Pedro Cort y Martí. Sevilla: Imprenta de Manuel Padilla Salvador, 1865 i Tratado práctico de la nueva ortopedia mecànica por su fundador D. Pedro Cort y Martí. Madrid: Impr. de Enrique Teodoro, 1883